# Manzana Tercera de Santa Cruz Tepexpan
Manzana Tercera de Santa Cruz Tepexpan är en ort i Mexiko, tillhörande kommunen Jiquipilco i den nordvästra delen av delstaten Mexiko. Orten hade 3 753 invånare vid folkräkningen 2010.